# Matthew King
Matthew King (Seattle, 19 febbraio 2002) è un nuotatore statunitense.

## Biografia
Il 27 luglio 2024, ai Giochi olimpici di Parigi 2024, si è laureato campione olimpico della staffetta 4x100 metri stile libero, con cui ha gareggiato solamente in batteria, insieme a Ryan Held, Hunter Armstrong, Caeleb Dressel, Jack Alexy e Chris Guiliano.
Con la stessa staffetta 4x100 metri misti si è laureato campione del mondo a Fukuoka 2023 e Doha 2024, sempre a Fukuoka si è laureato campione mondiale anche con la staffetta 4x100 metri stile libero mista.

## Palmarès

### Competizioni internazionali
| Anno | Manifestazione               | Sede      | Evento           | Risultato | Prestazione | Note                     |
| ---- | ---------------------------- | --------- | ---------------- | --------- | ----------- | ------------------------ |
| 2023 | Mondiali                     | Fukuoka   | 4x100 m misti    | Oro       | 3'27"20     | [ 1 ]                    |
| 2023 | Mondiali                     | Fukuoka   | 4x100 m sl mista | Oro       | 3'18"83     | [ 1 ]                    |
| 2023 | Mondiali                     | Fukuoka   | 4x100 m sl       | Bronzo    | 3'10"81     |                          |
| 2024 | Mondiali                     | Doha      | 4x100 m misti    | Oro       | 3'29"80     |                          |
| 2024 | Mondiali                     | Doha      | 4x100 m sl       | Bronzo    | 3'12"29     |                          |
| 2024 | Mondiali                     | Doha      | 4x100 m sl mista | Bronzo    | 3'22"28     |                          |
| 2024 | Giochi olimpici              | Parigi    | 4x100m sl        | Oro       | 3'09"28     | [ 1 ]                    |
| 2025 | Giochi mondiali universitari | Reno-Ruhr | 50 m sl          | Oro       | 21"84       |                          |
| 2025 | Giochi mondiali universitari | Reno-Ruhr | 100 m sl         | Oro       | 48"01       |                          |
| 2025 | Giochi mondiali universitari | Reno-Ruhr | 4x100 m sl       | Oro       | 3'12"36     |                          |
| 2025 | Giochi mondiali universitari | Reno-Ruhr | 4x100 m misti    | Oro       | 3'33"59     |                          |
| 2025 | Giochi mondiali universitari | Reno-Ruhr | 4x100 m sl mista | Oro       | 3'24"27     | Record delle Universiadi |